# Onobrychis viciifolia
Onobrychis viciifolia, comúnmente llamada esparceta o pipirigallo es una especie del género Onobrychis, de la familia de las Fabáceas. Se encuentra naturalizada por toda la región mediterránea en tierras de labor y cunetas de caminos. Es una planta colonizadora en suelos calizos y pedregosos.

## Características
Planta perenne de talla media (entre 20 y 80 cm de altura), con numerosos tallos erectos cubiertos de una ligera vellosidad. 
Tiene una raíz pivotante muy desarrollada, pudiendo llegar hasta los 2 m de profundidad. De la raíz principal parten numerosas raíces finas laterales en las que se encuentran la mayoría de los nódulos de Rhizobium (R. japonicum, R. loti, R. gallicum y R. tropici).
La corona (donde se insertan las yemas) está menos desarrollada y ligeramente elevada en comparación con otras especies, estando las yemas a menos de 25 cm del suelo.
Sus hojas son compuestas, imparipinnadas, con entre 13 y 25 foliolos. Estos tienen forma oblongo-aguda, siendo algo pubescentes por el envés. Las estípulas de la hoja son anchas, más o menos punteadas.
Las flores se agrupan formando apretados y largos racimos terminales, con brácteas lanceoladas y un elevado número de flores. Estas son hermafroditas, zigomorfas (un solo plano de simetría), pentámeras, de color rosado-rojizas, con las nerviaciones bien marcadas de color púrpura. Los estambres aparecen con los filamentos más o menos soldados formando un tubo.
El fruto  es una legumbre pequeña indehiscente y monosperma. La semilla es reniforme, con colores que oscilan entre el negro, achocolatado y amarillo.

## Origen y distribución geográfica
Procedente del Sureste de Europa y el Oeste de Asia, hoy en día la esparceta se encuentra ampliamente distribuida por las zonas templado-cálidas de Europa y Asia, en climas secos y suelos calcáreos.
Dentro de la península ibérica es un cultivo en regresión, implantado en zonas de altitud en sustitución a la alfalfa, restringido casi exclusivamente a la Meseta Norte (Valle del Duero), Aragón y Cataluña, especialmente en las provincias de Teruel, Huesca y Lérida.

## Requerimientos ambientales
Es una planta de climas mediterráneos fríos, subhúmedos o semiáridos. Está especialmente adaptada a climas fríos y suelos secos y calcáreos. En cuanto a la altitud, esta planta se desarrolla entre los pisos oro- y supramediterráneos  (1300-2800 m)
Requiere suelos calizos (pH=>6), bien aireados y drenados, no soportando las encharcamientos ni los suelos demasiado compactos. Asimismo es una planta que tolera la salinidad.
Por el contrario, no soporta bien el calor, lo que supone una bajada del rendimiento así como de la actividad metabólica, lo que produce la defoliación de la planta.

## Biología y fenología
Para su germinación, la esparceta requiere una alta humedad y bastantes cuidados. Por ello su siembra se realiza bien en otoño o bien a comienzos de la primavera (febrero-marzo) en caso de climas muy fríos. Su crecimiento inicial es muy rápido, siendo una de las leguminosas que más lento lignifican. Su regeneración se da mediante semillas o bien por rebrotes a partir de las yemas exilares de la base del tallo tras la defoliación.
El crecimiento de la planta se da entre primavera y otoño, estando la floración favorecida por días largos (florece desde marzo y hasta agosto). En otoño, tras el rebrote, se produce una parada del crecimiento. La reserva de nitrógeno en la raíz es muy elevada y permite su supervivencia durante el invierno y el reinicio del crecimiento en primavera.
La perennidad depende mucho de las condiciones del suelo y del manejo al que esté sometida. De todas formas su vida productiva oscila entre los 3 y 4 años.
En función del crecimiento y la floración se distinguen 2 tipos de esparceta:
- Tipo común o de simple corte: florece débilmente el año de siembra y normalmente a partir del año siguiente. Es muy persistente. Más tolerante al pastoreo que el tipo doble corte.
- Tipo gigante o de doble corte: florece desde el año de siembra y puede florecer varias veces al año. Poca persistencia (2-3 años). Más adaptado a la siega que al pastoreo. Es más productivo que el de simple corte. Morfológicamente un poco diferente del tipo común: tallos más largos, pero con menos densidad.
Forma biológica de Raunkier:  caméfito

## Uso como cultivo forrajero

### Breve reseña histórica sobre el origen del cultivo
La esparceta es una especie alotetraploide joven, que se ha originado a partir de una mezcla de dos o de tres especies botánicas silvestres: Onobrychis viciifolia ssp. communis, Onobrychis viciifolia ssp. bífera y Onobrychis viciifolia ssp. persica.
Su cultivo se inició a finales del siglo XVI en las provincias limítrofes con el valle del Rin, en el Norte de Francia. Pronto se seleccionaron dos tipos: la ‘común’, también conocida como ‘de un corte’ y la ‘fina’, que se caracteriza por no florecer el año de siembra, ser más rústica y persistente, y presentar tallos más finos; y la de ‘dos cortes’, también denominada ‘francesa’ y ‘basta’, la cual florece el año de siembra, tiene el porte más alto, presenta hojas de mayor tamaño y es más vigorosa.
La esparceta que se sembraba originalmente en España era de tipo común, de un solo corte. Con la promoción que realizó el Ministerio de Agricultura a finales de los años 1960, se introdujeron las esparcetas foráneas de dos cortes que se mezclaron con las autóctonas, aunque otras importaciones pudieron tener lugar con anterioridad, dado que la esparceta de dos cortes se introdujo experimentalmente en el Jardín Botánico de Madrid en 1791 y su cultivo ya se recomendaba en el siglo XIX. Actualmente, la escasez de semilla ha propiciado la importación de semillas de países del Este, con el consiguiente riesgo de contaminar nuestros ecotipos locales a través de la polinización por las abejas. 
La separación de estos dos tipos de esparcetas ahora es muy difícil, ya que se cruzan muy bien entre sí y se combinan sus caracteres, siendo frecuente encontrar en un cultivo de esparceta, plantas de diferente aspecto. Cuando en una zona la recolección de semilla acostumbra a realizarse en el último año de cosecha, se favorece el mantenimiento de las esparcetas de un corte, dado que son las plantas que más persisten en el último año de cultivo. Es el caso de las regiones más secas de la península ibérica. En las zonas de mayor pluviosidad (Burgos, Palencia, Logroño, Huesca y Lérida) la semilla se recoge en el segundo corte, después de un primer aprovechamiento para heno, lo que favorece a las esparcetas de dos cortes.
Esta distribución por zonas en los hábitos de producción de semilla no es estricta y los mismos agricultores cambian frecuentemente la forma de aprovechamiento del cultivo en función de las necesidades de pasto o de las condiciones climatológicas del año y, a veces, cambian de semilla o compran a agricultores de otros comarcas, por lo que es frecuente que se mezclen los dos tipos de esparcetas y que la semilla local sea heterogénea.

### Valor nutricional
La esparceta es una planta que se ha dedicado principalmente a la alimentación ganadera debido a si elevada calidad nutritiva, siendo rica en azúcares, proteínas y minerales. En plena floración puede alcanzar niveles de proteína bruta (PB) de hasta el 20 %. Hay que decir que su valor nutritivo depende de la época de recolección o pasto.
Es un excelente forraje, más basto que la alfalfa pero más nutritivo y más fácil de convertir en heno dado que tiene menor humedad. Tiene una gran ventaja frente a otras leguminosas como la alfalfa, y es que no produce meteorismo (gases, flatulencias debidas a la formación de espuma). Esto se debe a la presencia de taninos en sus células, que se combinan con las proteínas y las precipitan, evitando así la formación de espuma. La Unión Europea ha financiado diversos proyectos Marie Curie para investigar el potencial de la esparceta en Europa, y así disminuir la dependencia en lo referente a proteína para consumo animal de terceros países. Si bien es cierto que los taninos son una de sus características más competitivas, su determinación es bastante compleja. Recientemente, se han desarrollado nuevas técnicas empleando espectofotometría de masas que permiten hacer un análisis más rápido y menos costoso.
También parece ser que los taninos disminuyen el porcentaje de proteínas solubles que se degradan en el rumen por acción de los microorganismos, por lo que pasa una mayor cantidad al intestino delgado, donde son absorbidas directamente para la nutrición del animal.
Es un forraje muy palatable, de calidad bromatológica mejor que la alfalfa dado que tiene contenidos similares de proteína y minerales, pero mayores de hidratos de carbono.

### Manejo y aprovechamiento
En primer lugar hay que tener en cuenta que, como toda planta, la productividad de la esparceta aumenta con la riqueza del suelo, solo que si la tierra es muy fértil es probable que los rendimientos de otras especies como la alfalfa o el trébol sean mucho mayores, y por tanto no compense la esparceta. Sin embargo, en terrenos pobres ésta rinde mucho más siempre que el suelo sea calizo y suelto. Decir que la esparceta es una excelente regeneradora de la fertilidad en suelos abandonados o en los que reiteradamente se han cultivado cereales.
Como ya se ha mencionado, la siembra se lleva a cabo en otoño o en primavera, siendo esta última la época más habitual, recomendada especialmente en zonas frías. La dosis de siembra a voleo en cultivo puro es de 80 a 100 kg/ha de semilla con cáscara, mientras que en mezcla con otras especies la dosis puede oscilar entre 30 y 50 kg/ha.  La semilla se quedará a 2-5 cm de profundidad.
Dado que la producción durante el primer año es escasa se suele implantar con un cultivo protector, normalmente un cereal como la avena, cebada, trigo de otoño maíz o trigos tremesinos en primavera, con el fin de evitar la improductividad del terreno y sombrearlo.  Así se obtienen ciertos beneficios, bien debido a la producción de grano o a la producción de forraje verde cosechado a mitad del ciclo, sea mecánicamente (para silo o heno), sea mediante pastoreo. Además, el cereal realiza un efecto protector sobre las plántulas de la pradera: incrementa la retención de agua por mejor cobertura del suelo, disminuyendo la evaporación del agua; ejerce competencia contra las mañas hierbas, y suaviza las temperaturas en climas extremos. Pese a la competencia que ejerce el cultivo protector con la pradera en sí, si se retira a tiempo los beneficios son mayores que las pérdidas, y tras su retirada el cultivo de la esparceta pasará a ocupar la superficie completa.
La producción oscila entre los 3000 y 6000 kg MS/ha, obteniéndose un 70 % de dicha producción en un primer corte para heno entre mayo y junio, en plena floración, y un pastoreo del rebrote otoñal (octubre-noviembre) durante el invierno, dado que este se mantiene verde en esta época, teniendo en cuenta que se debe cesar antes de que aparezca el renuevo primaveral. La producción de la esparceta es poco competitiva cuando se compara con otras plantas forrajeras, esto se debe principalmente a que no se ha beneficiado de programas de mejoramiento agrario y técnicas moleculares modernas. Recientemente se ha secuenciado el transcriptoma, es decir, la expresión génica de la esparceta, identificándose marcadores moleculares genéticos que podrían utilizarse en programas de mejoramiento agrario.
Al tener un bajo contenido en humedad henifica más fácilmente que otros forrajes, con mayores rendimientos, siendo la esparceta por tanto una planta forrajera más que pratense. La recolección del heno debe realizarse desde el comienzo de la floración hasta la aparición de los primeros frutos en el tercio inferior de los racimos; si se retrasa a cuando ha caído toda la flor el heno es demasiado basto y de peor calidad.
A fin de mantener la perennidad, es preferible hacer cortes no demasiado frecuentes (para heno o ensilado) y si se pastorea hacerlo rotacionalmente, a fin de permitir en ambos casos la recuperación de las reservas de la planta. En caso contrario la longevidad de la planta se verá notablemente mermada. Es conveniente dejar unos 5-10 cm de rastrojo para permitir un buen rebrote a partir de las yemas axilares. Por ello no se debe meter a pastar al rebaño durante el primer año, en el que la planta aún es pequeña, pues eso comprometería la supervivencia del prado. Asimismo no se debe meter a pastar ganado caprino u ovino, pues apuran demasiado la hierba y destruyen las yemas que generarían los rebrotes. Estos de meten exclusivamente el último año cuando hay que roturar el pasto, evitando así futuros rebrotes.
Dado que es una leguminosa de lignificación lenta su siega se puede retrasar, pero hay que tener cuidado pues un retraso excesivo en el corte implica también un retraso en el rebrote otoñal.
La recogida de semilla para una futura resiembra puede realizarse todos los años al final de la floración, o bien, como es lo habitual, se dedica el último año de vida del cultivo para obtener la semilla.

## Otros usos
Además de su uso para forraje, la esparceta se ha empleado como planta apícola debido a su néctar, rico en glucosa. Asimismo se emplea como abono verde en rotaciones cerealistas dada su elevada capacidad mejorante. Últimamente también se está empleando en jardinería por su valor ornamental.

## Nombres comunes
- Castellano: arbeja de asno, arveja de asno, cresta de abubilla, esparceta, esparceta común, esparceta loca, esparcetilla, esparcilla, perigallo, pimpirigallo, pipirigallo, pipirigallo común, pirigallo, pirigallo silvestre.[6]

## Variedades
- Onobrychis viciifolia subsp. altissima (Grossh.) Ponert
- Onobrychis viciifolia subsp. arenaria  (Kit.) Thell.
- Onobrychis viciifolia subsp. montana (DC.) Gams
- Onobrychis viciifolia subsp. persica Sirj.
- Onobrychis viciifolia subsp. sativa Thell.
- Onobrychis viciifolia subsp. sativum (Lam.)Thell.
- Onobrychis viciifolia var. viciifolia Scop.[7]

## |Sinonimia
- Hedysarum echinatum Gilib.
- Hedysarum onobrychis L.
- Onobrychis sativa Lam.
- Onobrychis vulgaris Hill[8]